# Надзорное
Надзо́рное — село в Кочубеевском районе (муниципальном округе) Ставропольского края России.

## Варианты названия
- Надзорная,
- Надзорненская,
- Надзорное,
- Надзорный[3].

## География
Расстояние до краевого центра: 29 км.
Расстояние до районного центра: 23 км.

## История
Дата основания: 1832 год.
До 16 марта 2020 года село было административным центром упразднённого Надзорненского сельсовета.

## Население
| 1989 | 2002  | 2010  | 2014  | 2021  |
| ---- | ----- | ----- | ----- | ----- |
| 1512 | ↗1723 | ↘1031 | ↘1000 | ↗1251 |

По данным переписи 2002 года в национальной структуре населения преобладают русские (86 %).

## Инфраструктура
- Культурно-досуговое объединение
- Сельская библиотека. Открыта в 1940 году[9]

## Образование
- Детский сад № 18
- Средняя общеобразовательная школа № 19

## Памятники
- Братская могила советских воинов, погибших в борьбе с фашистами. 1942—1943, 1948 годы[10]
- Памятник советским воинам, погибшим в годы Великой Отечественной войны 1941—1945 гг. 1975 год[11]

## Культовые сооружения
Вдоль автодороги Ставрополь — Тоннельный — Барсуковская в 3 км от села Надзорного расположено общественное открытое кладбище площадью 80 тыс. м².